# Wereldbeker schaatsen 2009/2010 - Wereldbeker 6
De Wereldbeker schaatsen 2009/2010 Wereldbeker 6 was de zesde wedstrijd van het wereldbekerseizoen. Het werd gehouden in de Gunda Niemann-Stirnemann Halle in Erfurt, Duitsland op 6 en 7 maart 2010. Enkel de sprintafstanden, 500 en 1000 meter, stonden op het programma

## Programma
| Datum   | Tijd      | Onderdeel                                               |
| ------- | --------- | ------------------------------------------------------- |
| 6 maart | 13:30 MET | 500 m vrouwen 500 m mannen 1000 m vrouwen 1000 m mannen |
| 7 maart | 14:30 MET | 500 m vrouwen 500 m mannen 1000 m vrouwen 1000 m mannen |

## Podia

### Mannen
| Afstand:          | Goud:                        | Tijd    | Zilver:                    | Tijd    | Brons:                                     | Tijd    |
| 500 m (zaterdag)  | Jan Smeekens Nederland       | 34,97   | Yuya Oikawa Japan          | 35,10   | Ronald Mulder Nederland                    | 35,25   |
| 500 m (zondag)    | Jan Smeekens Nederland       | 35,20   | Yuya Oikawa Japan          | 35,21   | Mika Poutala Finland Dmitri Lobkov Rusland | 35,22   |
| 1000 m (zaterdag) | Shani Davis Verenigde Staten | 1.09,29 | Mark Tuitert Nederland     | 1.09,43 | Stefan Groothuis Nederland                 | 1.09,48 |
| 1000 m (zondag)   | Shani Davis Verenigde Staten | 1.09,25 | Stefan Groothuis Nederland | 1.09,50 | Mark Tuitert Nederland                     | 1.09,64 |

### Vrouwen
| Afstand:          | Goud:                         | Tijd    | Zilver:                       | Tijd    | Brons:                              | Tijd    |
| 500 m (zaterdag)  | Jenny Wolf Duitsland          | 38,08   | Margot Boer Nederland         | 38,49   | Heather Richardson Verenigde Staten | 38,93   |
| 500 m (zondag)    | Jenny Wolf Duitsland          | 38,10   | Margot Boer Nederland         | 38,41   | Thijsje Oenema Nederland            | 38,80   |
| 1000 m (zaterdag) | Monique Angermüller Duitsland | 1.16,36 | Margot Boer Nederland         | 1.16,48 | Natasja Bruintjes Nederland         | 1.16,59 |
| 1000 m (zondag)   | Jekaterina Sjichova Rusland   | 1.16,93 | Laurine van Riessen Nederland | 1.17,18 | Natasja Bruintjes Nederland         | 1.17,29 |